# SA-CV-10
La SA-CV-10 es una carretera perteneciente a la Red Terciaria de la Diputación Provincial de Salamanca que une la localidad de Hinojosa de Duero con su Estación de Ferrocarril.

## Recorrido
La carretera SA-CV-10 tiene su origen en el casco urbano de Hinojosa de Duero en la intersección con la carretera DSA-590, y termina en la Estación de Ferrocarril de Hinojosa de Duero formando parte de la Red de carreteras de Salamanca.
| Hinojosa de Duero (Intersección con ) - Estación de FF.CC. de Hinojosa de Duero | Hinojosa de Duero (Intersección con ) - Estación de FF.CC. de Hinojosa de Duero | Hinojosa de Duero (Intersección con ) - Estación de FF.CC. de Hinojosa de Duero | Hinojosa de Duero (Intersección con ) - Estación de FF.CC. de Hinojosa de Duero | Hinojosa de Duero (Intersección con ) - Estación de FF.CC. de Hinojosa de Duero | Hinojosa de Duero (Intersección con ) - Estación de FF.CC. de Hinojosa de Duero | Hinojosa de Duero (Intersección con ) - Estación de FF.CC. de Hinojosa de Duero | Hinojosa de Duero (Intersección con ) - Estación de FF.CC. de Hinojosa de Duero | Hinojosa de Duero (Intersección con ) - Estación de FF.CC. de Hinojosa de Duero | Hinojosa de Duero (Intersección con ) - Estación de FF.CC. de Hinojosa de Duero | Hinojosa de Duero (Intersección con ) - Estación de FF.CC. de Hinojosa de Duero |
| Esquema                                                                         | PK                                                                              | Sentido Estación de FF.CC. (creciente)                                          | Sentido Estación de FF.CC. (creciente)                                          | Sentido Estación de FF.CC. (creciente)                                          | Sentido Estación de FF.CC. (creciente)                                          | Sentido Hinojosa de Duero (decreciente)                                         | Sentido Hinojosa de Duero (decreciente)                                         | Sentido Hinojosa de Duero (decreciente)                                         | Sentido Hinojosa de Duero (decreciente)                                         | Incidencias                                                                     |
| Esquema                                                                         | PK                                                                              | Velocidad                                                                       | Elemento                                                                        | Salida                                                                          | Salida                                                                          | Salida                                                                          | Salida                                                                          | Elemento                                                                        | Velocidad                                                                       | Incidencias                                                                     |
| Esquema                                                                         | PK                                                                              | Velocidad                                                                       | Elemento                                                                        | Dir.                                                                            | Nombre                                                                          | Nombre                                                                          | Dir.                                                                            | Elemento                                                                        | Velocidad                                                                       | Incidencias                                                                     |
| ------------------------------------------------------------------------------- | ------------------------------------------------------------------------------- | ------------------------------------------------------------------------------- | ------------------------------------------------------------------------------- | ------------------------------------------------------------------------------- | ------------------------------------------------------------------------------- | ------------------------------------------------------------------------------- | ------------------------------------------------------------------------------- | ------------------------------------------------------------------------------- | ------------------------------------------------------------------------------- | ------------------------------------------------------------------------------- |
|                                                                                 | 0,0                                                                             |                                                                                 |                                                                                 |                                                                                 | Salto de Saucelle Freixo de Espada à Cinta Puerto de la Molinera                | Salto de Saucelle Freixo de Espada à Cinta Puerto de la Molinera                |                                                                                 |                                                                                 |                                                                                 | Ninguna                                                                         |
|                                                                                 | 0,0                                                                             | La Fregeneda Vitigudino                                                         |                                                                                 |                                                                                 |                                                                                 |                                                                                 |                                                                                 |                                                                                 |                                                                                 | Ninguna                                                                         |
|                                                                                 | 0,3                                                                             |                                                                                 |                                                                                 | HINOJOSA DE DUERO                                                               | HINOJOSA DE DUERO                                                               | HINOJOSA DE DUERO                                                               | HINOJOSA DE DUERO                                                               |                                                                                 |                                                                                 |                                                                                 |
|                                                                                 | 1,0                                                                             |                                                                                 |                                                                                 | B.I.C. Línea Férrea La Fuente de San Esteban-La Fregeneda                       | B.I.C. Línea Férrea La Fuente de San Esteban-La Fregeneda                       | B.I.C. Línea Férrea La Fuente de San Esteban-La Fregeneda                       | B.I.C. Línea Férrea La Fuente de San Esteban-La Fregeneda                       |                                                                                 |                                                                                 |                                                                                 |
|                                                                                 | 1,620                                                                           |                                                                                 |                                                                                 | Estación de Hinojosa de Duero                                                   | Estación de Hinojosa de Duero                                                   | Estación de Hinojosa de Duero                                                   | Estación de Hinojosa de Duero                                                   |                                                                                 |                                                                                 |                                                                                 |